# Антонкин, Дмитрий Федорович
Дмитрий Федорович Антонкин (род. 1952 год) — заслуженный тренер России по греко-римской борьбе, отличник физической культуры и спорта .

## Биография
Дмитрий Антонкин родился в 1952 году. Получил высшее профессиональное образование в области физкультуры и спорта.
Тренером Дмитрия Антонкина был Альберт Михайлович Исаев. Под руководством наставника, в течение первого же года спортсмен стал призером первенства Москвы, смог стать чемпионом России.
Тренер по греко-римской борьбе, стаж работы — 41 год, тренер высшей квалификационной категории.
Выступает судьей на турнирах по греко-римской борьбе. Дмитрий Антонкин — первый наставник Ивана Рыбакова, президента благотворительного фонда «Наше будущее», мастера спорта и победителя Чемпионата России.
Иван Рыбаков отмечал, что для своих воспитанников тренер был другом и отцом, растил их терпеливыми и выносливыми людьми.
Среди его учеников — Зимич Алексей Русланович, выступавший на первенстве ЦФО по греко-римской борьбе в городе Рязани.
Проводятся традиционные турниры по греко-римской борьбе на кубок заслуженного тренера России Дмитрия Антонкина. Дмитрий Антонкин выступает судьей на соревнованиях по греко-римской борьбе .

## Награды
- «Заслуженный работник физической культуры Российской Федерации» (27 марта 2023 года) — за заслуги в развитии физической культуры и спорта, многолетнюю добросовестную работу[10]
- Почетный знак «За заслуги в развитии физической культуры и спорта в Московской области»[1]